# Povídkové dílo Karla Maye
Tento článek se zabývá kratší prozaickou tvorbou německého spisovatele Karla Maye. Z toho plyne určitá nepřesnost v názvu článku, který se tedy nebude týkat jen Mayových povídek, ale také jeho novel, humoresek, cestopisných črt atp. Protože je však Mayovo dílo tradičně rozdělováno na romány a povídky, bylo toto dělení zachováno i v názvu článku. Dalším problémem, se kterým se článek potýká, je žánrové zařazení toho kterého díla. Mnohdy je velmi obtížné tento žánr vůbec určit, v jiném případě se ze zvyklosti určité dílo nazývá například povídkou, ačkoliv jde zcela evidentně o novelu atp. (například některá vydání Syna lovce medvědů, který je v Česku tradičně řazen mezi romány, nesou podtitul povídka z Divokého západu).
Dalším a velkým problémem je to, že stejné povídky a novely vycházely již za autorova života pod různými názvy (ať již na základě rozhodnutí nakladatele nebo samotného autora, když některou povídku přepracoval). Některé dříve napsané příběhy pak May dokonce včleňoval do svých pozdějších románů (tak se například novely Old Firehand, Scout, Smrtící prach a Na Západě staly součástí Vinnetoua). Tento stav pokračoval i po autorově smrti, kdy zejména nakladatelství Karl-May-Verlag vydává v rámci Sebraných spisů Karla Maye některé povídky pod úplně novým jménem. A aby byl zmatek dokonán, převzala tuto praxi i mnohá česká nakladatelství.

## Německá vydání

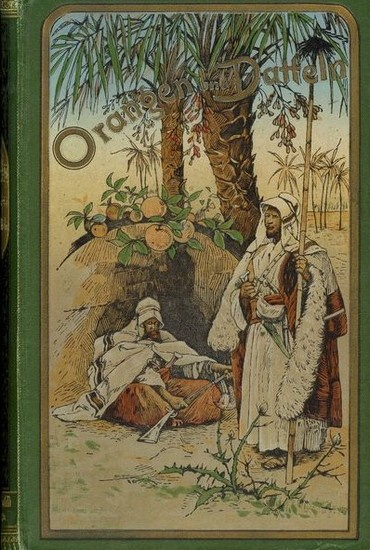
Orangen und Datteln, vydání z roku 1893.

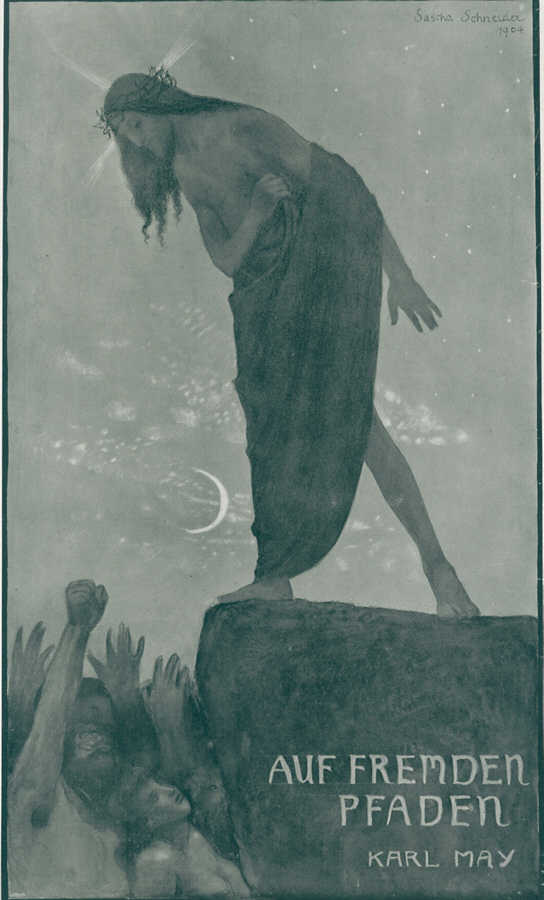
Auf fremden Pfaden, vydání z roku 1904.

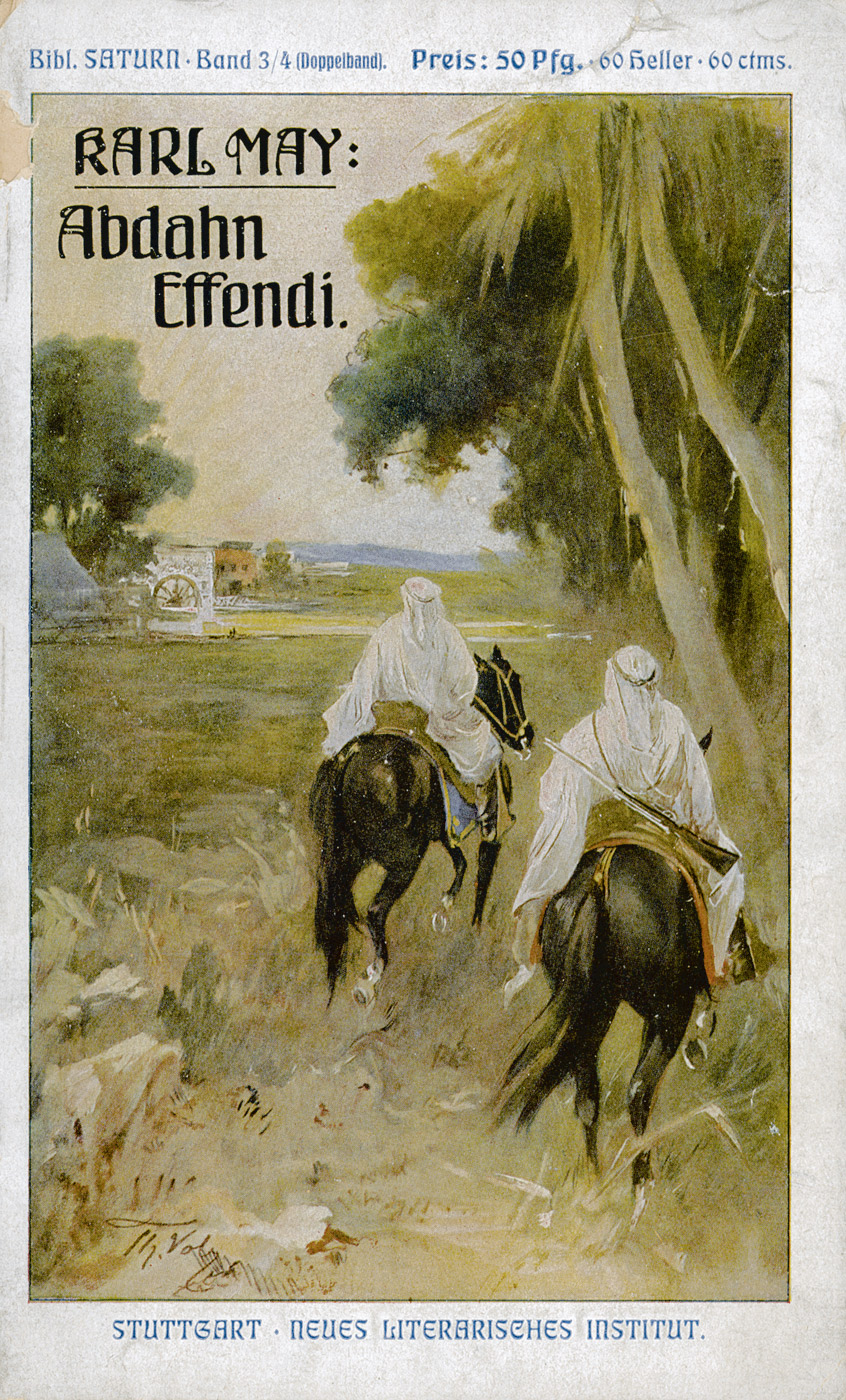
Abdahn Effendi, vydání z roku 1909.

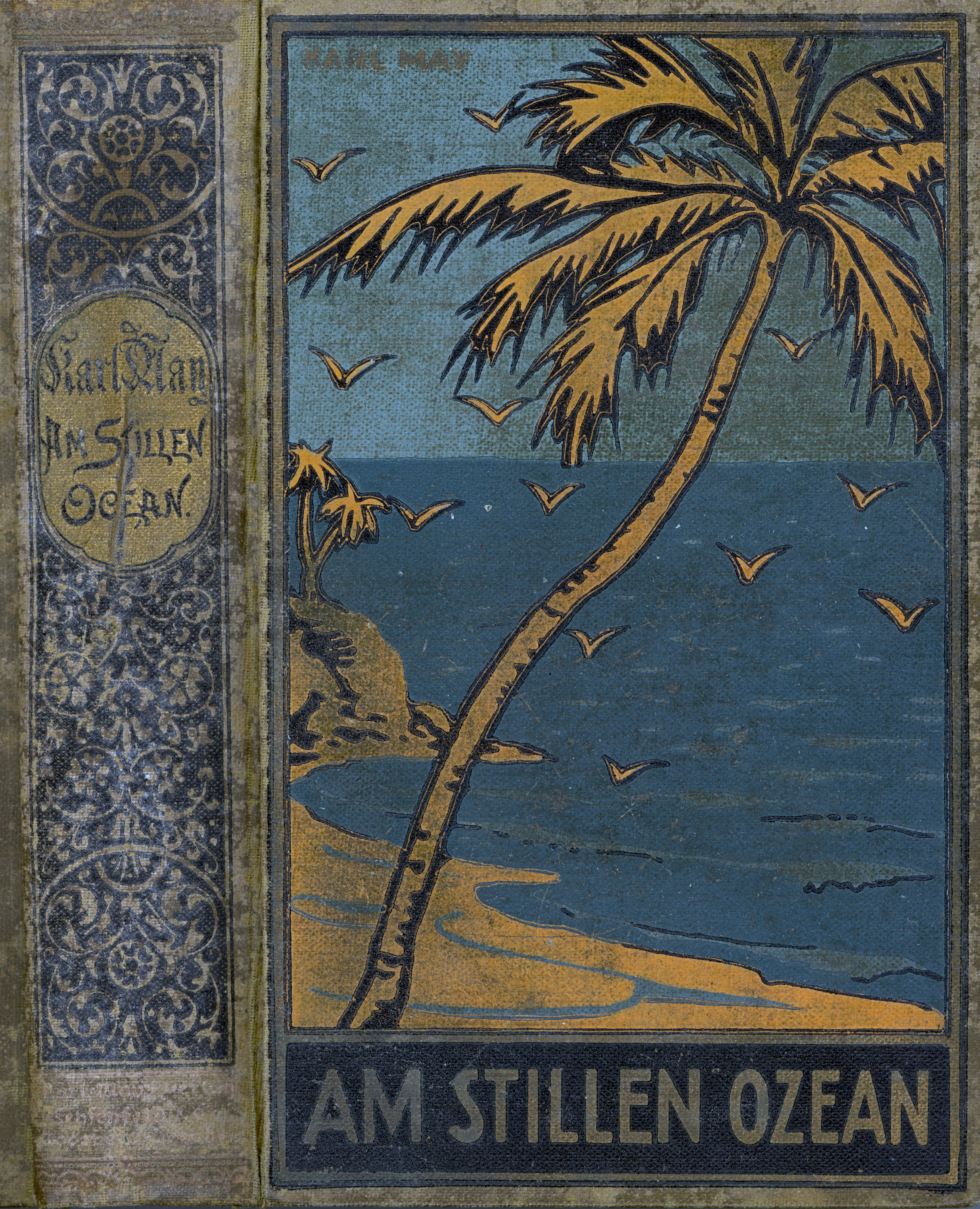
Am Stillen Ozean, vydání z roku 1914.

### Německá vydání za života Karla Maye
Jako většina spisovatelů začínal i Karel May psaním povídek, a to již během svého pobytu ve věznici Waldheim, kde si od roku 1870 odpykával trest čtyřletého odnětí svobody za drobné podvody a krádeže. Z věznice May rozesílal svá díla na adresy různých časopisů, ale bezvýsledně. Jeho talentu si však povšiml drážďanský nakladatel Heinrich Gotthold Münchmeyer a nabídl mu místo redaktora. V roce 1875 se tak May přestěhoval do Drážďan a začal se naplno věnovat spisovatelské práci. V novinách, časopisech a v mariánských kalendářích tak začaly vycházet jeho první historické povídky a humoresky, např. Pohledem veterána (Rückblicke eines Veteranen), Růže z Ernstthalu (Die Rose von Ernstthal), Vanda (Wanda), Masopustní bláznění (Die Fastnachtsnarren), Kousek starého Desavana (Ein Stücklein vom alten Dessauer), dále Zeměpisné přednášky (Die Geographischen Predigten) a také první dobrodružné povídky a novely Gitano (Der Gitano), Inn-nu-woh (Inn-nu-woh, der Indianerhäuptling) a Old Firehand, kde se poprvé objevuje jméno Vinnetou. V roce 1876 začal psát také vesnické povídky z Krušných hor, např. Dukátový dvůr (Der Dukatenhof) nebo Král lesa (1879, Der Waldkönig).
V této praxi pokračoval Karel May až do roku 1893, kdy v rámci Mayových spisů vydávaných nakladatelstvím Friedrich Ernst Fehsenfeld ve Freiburgu vyšlo první knižní vydání jeho povídek s názvem Orangen und Datteln (Oranže a datle). Následovaly další dvě povídkové knihy, takže v rámci spisů vydalo toto nakladatelství celkem tři soubory Mayových povídek:
- Orangen und Datteln (1893, Oranže a datle), kniha vyšla jako desátý svazek Mayových spisů a obsahuje autorovy povídky odehrávající se v Orientu: Gum (1878, Die Gum), Kristus nebo Mohamed (1890, Christus oder Muhammed), Krumir (1882, Der Krumir), Ghazva (1892, Eine Ghasuah), Núr eš šemá - světlo nebes (1892, Nûr es Semâ – Himmelslicht), Kristova krev a spravedlnost (1882, Christi Blut und Gerechtigkeit), Mater Dolorosa (1891) a Proklatec (1892, Der Verfluchte).
- Am Stillen Ozean (1894, Na Tichém oceánu), kniha vyšla jako jedenáctý svazek Mayových spisů a opět obsahuje autorovy povídky z Orientu: Ehri (1878, Der Ehri, resp. Die Rache des Ehri, tj. Ehriho pomsta), Kiang-lu (1880, Der Kiang-lu), Brodnik (1880, Der Brodnik), Girl-Robber (1879, Der Girl-Robber) a Na Tygřím mostě (1894, An der Tigerbrücke).
- Auf fremden Pfaden (1897, Na cizích stezkách), kniha vyšla jako dvacátý třetí svazek Mayových spisů a obsahuje kromě autorových povídek z Orientu také dvě z amerického divokého západu: Talisman (1883, Saiwa tjalem), Boer van het Roer (1878, Der Boer van het Roer), Písek záhuby (1895, Er Raml el Helahk), Krevní msta (1894, Blutrache), Kutb (1894, Der Kutb), Kys Kapčiji (1895-1896, Der Kys-Kaptschiji), Marie nebo Fatima (1893, Maria oder Fatima), Bůh se nedá urážeti (1896, Gott läßt sich nicht spotten, resp. Old Cursing-Dry) a Blizzard (1896, Ein amerikanisches Doppelduell, resp. Ein Blizzard).

Kromě výše uvedených knih z nakladatelství Friedrich Ernst Fehsenfeld vyšly do roku 1897 ještě další čtyři povídkové soubory:
- Die Rose von Kaïrwan (1894, Růže z Kairvánu), kniha vyšla v nakladatelství Bernhard Wehberg v Osnabrücku a obsahuje povídky Pirát, tj. Robert Surcouf (1882, Ein Kapper), Tyčkař (1879, Der Pfahlmann) a Osvobození (1878, Eine Befreiung), tj. Z Murzúku do Kairvánu (Von Mursuk bis Kairwan).
- Der Karawanenwürger (1894, Škrtič karavan), kniha vyšla v polovině roku 1894 v berlínském nakladatelství Hugo Liebau a koncem roku 1894 v berlínském nakladatelství August Weichert a obsahuje povídky Škrtič karavan (přepracovaný Der Gum z roku 1878), Na divokém západě (1877-1878, Im wilden Westen, resp. Ein Self-man), Dobrodružství v jižní Africe (1878, Ein Abenteuer in Südafrika, též jako Der Boer van het Roer nebo Der Africander, tj. Afrikánec), An Bord der Schwalb (1878, Na palubě Vlaštovky, což je Dobrodružství na Cejlonu, resp. Der Girl-Robber), Olejový požár (1877, Der Brand des Ölthals) a Ehriho pomsta (1878, Die Rache des Ehri, resp. Der Ehri).
- Aus fernen Zonen (1894, V dálavách), kniha vyšla opět v polovině roku 1894 v berlínském nakladatelství Hugo Liebau a koncem roku 1894 v berlínském nakladatelství August Weichert a obsahuje povídky Škrtič karavan, Dobrodružství v jižní Africe a Olejový požár.

Další povídkové knihy Karla Maye, které ještě vyšly za jeho života:
- Denkwürdige Abenteuer zu Wasser und zu Lande (1900, Různá dobrodružství na vodě i na zemi), kniha vyšla v nakladatelství Friedrich Hachfeld v Berlíně a obsahuje stejné tituly jako Škrtič karavan z roku 1894.
- Humoresken und Erzählungen (1902, Humoresky a povídky), kniha vyšla u nakladatele Münchmeyera v Drážďanech a obsahovala čtyři humoresky Na ořešácích (1876, Auf den Nußbäumen), Mezi verbíři (1876, Unter den Werbern), Kousek starého Desavana (1875, Ein Stücklein vom alten Dessauer, později jako Der Pflaumendieb, tj. Zloděj švestek) a Masopustní bláznění (1875, Die Fastnachtsnarren), tři dobrodružné povídky z roku 1875 Old Firehand, Inn-nu-woh a Gitano a novelu Vanda (1875, Wanda).
- nové vydání Škrtiče karavan (Der Karawanenwürger) v roce 1903 u nakladatele A. Weicherta v Berlíně.
- Erzgebirgische Dorfgeschichten (1903, Krušnohorské vesnické povídky), kniha vyšla v drážďanském nakladatelství Belletristischer Verlag a obsahovala šest povídek: Sluníčko (1903, Sonnenscheinchen), Dětské zvolání (1878, přepracováno 1903, Des Kindes Ruf), Poustevník (1879, Der Einsiedel), Dukátový dvůr (1876, Der Dukatenhof), Odplata (1879, Vergeltung, původně jako Der Waldkönig, tj. Král lesa) a Peněžní mužík (1903, Das Geldmännle).
- druhé vydání Humoresek a povídek (Humoresken und Erzählungen) v roce 1906, kniha byla připojena k vydání Mayova románu Hulánova láska (Die Liebe des Ulanen) v nakladatelství Münchmeyer v Drážďanech.
- druhé vydání Krušnohorských vesnických příběhů (Erzgebirgische Dorfgeschichten) v roce 1907 u nakladatele Friedricha Ernsta Fehsenfelda ve Freiburgu.
- třetí vydání Humoresek a povídek (Humoresken und Erzählungen) v roce 1908 v nakladatelství Münchmeyer v Drážďanech.
- Assad Bei, der Herdenwürger (1910), kniha vyšla v berlínském nakladatelství August Weichert a obsahuje stejné povídky jako kniha V dálavách.

### Německá vydání po smrti Karla Maye
Po autorově smrti roku 1912 se vydávání jeho děl ujalo především nakladatelství Karl-May-Verlag. V rámci Sebraných spisů Karla Maye je Mayovým krátkým prózám věnováno těchto patnáct svazků:
- Sand des Verderbens (Písek záhuby), desátý svazek díla, titulní povídka je převzata z původního Mayova souboru Na cizich stezkách (kde ovšem vyšla pod názvem Er Raml el Helahk), další čtyři, Gum, Kristus nebo Mohamed, Krumir a Ghazva (zde pod názvem Der Raubzug der Baggara, tj. Loupežné tažení Baggarů) z knihy Oranže a datle.
- Am Stillen Ozean (Na Tichém oceánu), jedenáctý svazek díla, který obsahuje pět povídek z původního stejnojmenného Mayova souboru rozdělených do dvou částí: Im Zeichen des Drachen (V zemi draka, resp. V dračí propasti, povídky Ehri, Kiang-lu a Brodnik) a Die Piraten des indischen Meeres (Piráti Indického moře, povídky Dobrodružství na Cejlonu a Na tygřím mostě).
- Auf fremden Pfaden (Na cizích stezkách), dvacátý třetí svazek díla, obsahuje kromě povídek Písek záhuby všechny ostatní z původního stejnojmenného Mayova souboru: Talisman, Boer van het Roer (zde pod názvem Das Kafferngrab, tj. Hrobka Kafrů), Krevní msta, Kutb, Kys Kapčiji (zde pod názvem Der Händler von Serdescht, tj. Obchodník sardatášský), Marie nebo Fatima, Bůh se nedá urážeti (zde pod názvem Der Flucher, tj. Zlořečený) a Blizzard.
- Halbblut (Míšenec), třicátý osmý svazek díla, kromě titulní novely, která je v Česku považována za román a vydávána pod původním Mayovým názvem Černý mustang (Der schwarze Mustang) obsahuje kniha ještě dvě povídky z Mayova souboru Růže z Kairvánu (Die Rose von Kaïrwan) Robert Surcouf (zde pod názvem Der Kaperkapitän, tj. Černý kapitán) a Z Mursúku do Kairvánu (1894, Von Mursuk bis Kairwan), tj. Osvobození (Eine Befreiung). K nim byla přidána povídka Joe Burkers, das Einaug (Jednooký Joe), vytvořená Eucharem Albrechtem Schmidem z povídek Petrolejový požár a Dva Shatterové.
- Der alte Dessauer (Starý Desavan), čtyřicátý druhý svazek díla, obsahuje humoresky Brusič nůžek (1880, Der Scherenschleifer), Kníže maršálek pekařem (1882, Ein Fürst-Marschall als Bäcker), Zloděj švestek (1879, Der Pflaumendieb), Kníže a flašinetář (1881, Fürst und Leierman), Tři polní maršálové (1878, Drei Feldmarschalls), Pandur a granátník (1883, Pandur und Grenadier), Prodavač duší (1876, Seelenverkäufer, původně Mezi verbíři). Humoresky jsou spojeny postavou knížete a vojenského velitele Leopolda I. Anhaltsko-Desavského.
- Aus Dunklem Tann (Z tmavé jedle), čtyřicátý třetí svazek díla, obsahuje vesnické povídky z Krušných hor Sluníčko, Dětské volání, Pohraničník (1879, Der Grenzmeister, původně jako Im Sonnenthau, tj. Sluneční rosa), Peklený stavitel (Der Teufelsbauer), původně jako Poustevník, Bonapartův švec (1877, Der Bonapartenschuster), Míchač jedů (1879, Der Giftheiner), Lichvář (1879, Der Geldmarder, původně jako Der Gichtmüller, tj. Mlynář s pakostnicí), Růže z Ernstthalu a Samuel (1877, Der Samiel).
- Der Waldschwarze (Černý les), čtyřicátý čtvrtý svazek díla, obsahuje další vesnické povídky Dukátový dvůr, Boží duch (1878, Der Herrgottsengel), Černý myslivec (původně jako Král lesa, resp. Odplata) a Peněžní mužík.
- Professor Vitzliputzli (Profesor Vizliputzli), čtyřicátý sedmý svazek díla, obsahuje jednak do dvou částí rozdělený prolog k autorově románu Satan a Jidáš, tj. povídku In der Heimath (1894, V domovině, česky jako Old Shatterhandova první láska) s názvy Professor Vitzliputzli a Když se dvě srdce odloučí (Wenn sich zwei Herzen scheiden), jednak vesnické povídky a humoresky Lesk štěstí (1878, Der Glücksschimmel, původně jako Husarenstreiche, tj. Husarské kousky), Válečná pokladna (1877, Die Kriegskasse), U stolu štamgastů v Ernstthalu (1876, Am Ernstthaler Stammtisch), Vlněný čert (1876, Der Wollteufel), Rybář Jakub a sud vody (1876, Der Fischerjakob und das Wasserfaß), Nepravé excelence (1878, Die falschen Exzellenzen), Dva noční hlídači (1877, Die beiden Nachtwächter), Začarovaná koza (1878, Die verhexte Ziege), Dědicové proti své vůli (1879, Die Erben wider Willen, původně jako Die Universalerben, tj. Univerzální závěť), Pankrác dohazovač (1876, Pankraz der Ehestifter, původně jako Auf den Nußbäumen, tj. Na ořešácích) a Jak bylo městskému radnímu Epperlinovi pomoženo z nesnází (1878, Wie dem Stadtrat Epperlein aus der Klemme geholfen wurde).
- Das Zauberwasser (Kouzelná voda), čtyřicátý osmý svazek díla, obsahuje novely Kouzelná voda (1880, Das Zauberwasser, původně jako Ein Fürst des Schwindels, tj. Kníže švindlířů), Fi-fob, bůžek ochránce (1877, Phi-phob, der Schutzgeist), Zpívající voda (1890, Am „Singenden Wasser“), Černé oko (1890, Schwarzauge, původně jako Die Rache des Mormonen, tj. Pomsta mormonů), Hamail (1887, Das Hamail), Synové Upsaroků (1897-1898, Die Söhne des Upsaroka, původně jako Mutterliebe, tj. Mateřská láska), Kříž Kurdů (1891, Das Kurdenkreuz, původně jako Mater dolorosa), Tajemství Šefahy (1882, Schefakas Geheimnis, původně jako Christi Blut und Gerechtigkeit, tj. Kristova krev), Gitano, Na březích Dviny (1878, An den Ufern der Dwina), Núr eš šemá (1892, Nûr es Semâ – Himmelslicht), Proklatec (1892, Es Ssabbi - der Verfluchte), Umm ed džamál (1898, Die Umm ed Dschamahl) a Vzkříšení (1893, Auferstehung).
- Old Firehand (Old Firehand), sedmdesátý první svazek díla, obsahuje povídky a novely Inn-nu-woh, Old Firehand, Růže z Káhiry (1876, Die Rose von Kahira), Růže ze Sokny (1878, Die Rose von Sokna), zde pod názven Loupež v poušti (Ein Wüstenraub, Dva Shatterové (1882, Die Both Shatters), Gum, Posvěcená voda (1877, Aqua benedetta), Selfman (1877-1878, Ein Self-man), Afrikánec, Ehriho pomsta, Ibn el´amm (1887), Pomsta otroků (1889, Sklavenrache), Maghreb-el-aksa (1887) a Dva kuledžiové (1891, Die beiden Kulledschi).
- Schacht und Hütte (Šachta a hutě), sedmdesátý druhý svazek díla, obsahuje vesnický příběh Svědomí (1873, Das Gewissen, původně jako Rache, tj. Pomsta), humoresky Vanda a Masopustní bláznění a zeměpisné přednášky a další sebrané statě z let 1875-1876.
- Old Shatterhand in der Heimat (Old Shatterhand ve vlasti), sedmdesátý devátý svazek díla z roku 1997, který obsahuje jinou verzi povídky In der Heimath a další humoresky, povídky, skici, statě a eseje jako např. Koza nebo beran (1878, Ziege oder Bock), Jízda na pštrosu (1889, Das Straußenreiten), Poprvé na palubě (1890, Zum erstenmal an Bord), Požár prérie (1887, Ein Prairiebrand), Hadí muž (1890, Der Schlangenmensch), Lov tuleňů (1891, Eine Seehundsjagd), Přestávka k napití (1889, Wasserrast auf dem Marsche), Pohřbená lžíce (1889, Löffel begraben) a Vila Medvědí sádlo (1889, Villa Bärenfett).
- Abdahn Effendi (Abdán efendi), osmdesátý první svazek díla z roku 2000, který obsahuje novely Abdán efendi (1908, Abdahn Effendi), Merhameh (1909), Šamah (1907-1908, Schamach), Vánoce v Damašku (1907, Eine Weihnachtsfeier in Damaskus), Kouzelný koberec (1901, Der Zauberteppich) a další pozdní autorovy práce.
- Der Bowie-Pater (Páter Bowie), doplňkový osmdesátý čtvrtý svazek díla z roku 2003, který obsahuje humoresku Obchodník s kosy (1883, Der Amsenhändler) a varianty různých autorových textů.
- Deadly Dust (Smrtící prach), doplňkový osmdesátý osmý svazek díla z roku 2008, který obsahuje původní texty dvou novel zařazených později do románu Vinnetou, a to novely Smrtící prach (1880, Tödlicher Staub, později Deadly Dust) a Na Západě (1883, Im wilden Westen).
- Im fernen Westen (Na dálnéím Západě), doplňkový osmdesátý devátý svazek díla z roku 2011, obsahující přepracovaný text novely Old Firehand z roku 1879 a výňatek z románu Německá srdce, němečtí hrdinové, který nebyl v sebraných spisech doposud publikován.

Kromě nakladatelství Karl-May-Verlag vychází Mayovy povídky ještě například v berlínském nakladatelství Verlag Neues Leben nebo v nakladatelství Weltbild Verlag z Augsburgu.

## Česká vydání
Seznam českých vydání povídek Karla Maye zahrnuje v současnosti více než padesát titulů. Čeští nakladatelé však málokdy ctili původní Mayovo uspořádání povídkových knih i originální názvy jednotlivých povídek. Proto se většinou v jedné knize objevují povídky z různých Mayových souborů a stejné povídky jsou v různých knihách často uváděny pod různými názvy. Dále je nutno ještě poznamenat že článek se nezabývá povídkovými příběhy z originálního druhého dílu Mayova románu Old Surehand, které jsou někdy vydávány samostatně (bližší informace jsou uvedeny v článku o této knize), ani přehledem povídek, které vyšly jako doplněk některých románových svazků autora.

### Česká vydání do roku1948

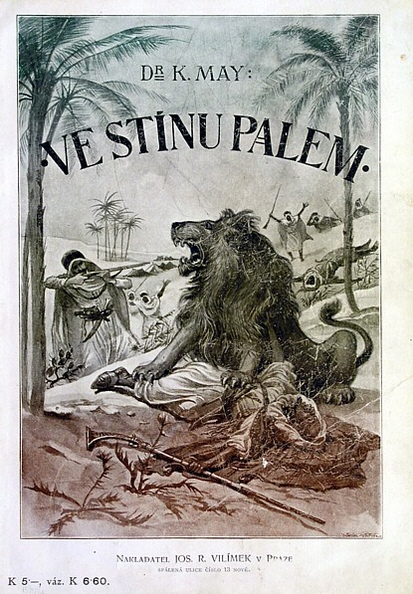
Ve stínu palem, české vydání z roku 1903

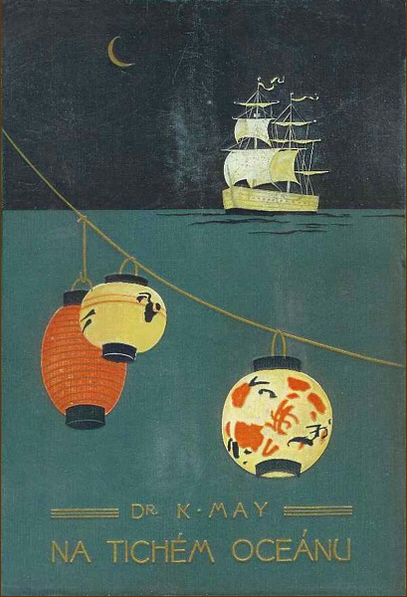
Na Tichém oceánu, české vydání z roku 1906

- První česká vydání Mayových povídek pochází z pražského nakladatelství Josef R. Vilímek. Zde nejprve vyšla roku 1903 kniha Ve stínu palem (v překladu J. K. Landy a s ilustracemi Josefa Ulricha), obsahující povídky z autorovy knihy Oranže a datle, a o tři roky později (v roce 1906) v překladu Jaroslava Zajíčka-Horského a opět s ilustracemi Josefa Ulricha kniha Na Tichém oceánu. V tomto svazku však jednotlivé povídky (kromě Na Tygřím mostě) vyšly již pod změněnými názvy: Ehri pod názvem Na korálových útesech, Kiang-lu pod názvem V dračí propasti, Brodnik jako Konec uprchlíků ze Sibiře a Girl Robber jako Piráti. Povídky z tohoto svazku vyšly také samostatně jako sešity.
- Některé zdroje uvádějí, že v roce 1910 vydal další pražský nakladatel Alois Hynek v pěti poloplátěných sešitech (brožích) (v každém byl uveden jako jednotící titul název Po cizích stezkách) povídky Saiwa Tjalem, Er Raml El Helák, Boer Van Het Roer, Krevní msta, Kutb, Kys Kapčiji, Marie či Fatima?, Bůh se nedá urážeti a Blizzard. Jiné zdroje tvrdí, že to bylo až roku 1923, kdy vyšly tyto povídky společně v knize Různá dobrodružství. V každém případě se ale ví, že povídky přeložil Josef Ladislav Turnovský a ilustroval Věnceslav Černý.
- Roku 1919 vydalo pražské nakladatelství Anna Turinská v edici Po stopách tři sešity s názvy Hamail, Slepý výstřel (úryvek z románu Vinnetou IV) a Zpívající voda, každý s jednou povídkou Karla Maye.
- Další dvě povídkové knihy vydal další pražský nakladatel Vojtěch Šeba. Roku 1920 vyšel v překladu D. Jama (pseudonym Jaroslava Moravce) svazek s názvem Po dobrodružných stezkách (též jako Old Zach), který obsahuje povídky Muž s polovicí tváře (což je Jednooký Joe), Španělský cikán (Gitano), Hamäil, Zpívající voda, Na březích Dviny, Cesta vyvržených (Vánoce v Damašku), Vzkříšení a Merhameh. Roku 1922 pak Vojtěch Šeba jako první vydal v překladu Jaroslava Rudolfa a s ilustracemi Věnceslava Černého Mayovy humoresky ve svazku Baron Trenk. Kniha obsahuje tituly Baron Trenk (Pandur a granátník), Tři polní maršálkové, Kníže a kolovrátkář (Kníže a flašinetář) , Na švestkách (Zloděj švestek), Kníže pekařem a Brusič (Brusič nůžek).
- Roku 1922 vyšla také první „mayovka“ v nakladatelství Toužimský a Moravec v Praze. Byla to novela Černý kapitán (Robert Surcouf) v překladu D. Jama (pseudonym Jaroslava Moravce).
- Roku 1923 vydal pražský nakladatel Alois Hynek v překladu Josefa Ladislava Turnovského a s ilustracemi Věnceslava Černého knihu Různá dobrodružství, obsahující tituly z autorovy knihy Na cizích stezkách. Tyto povídky vyšly v tomto nakladatelství také samostatně v pěti sešitech, podle některých zdrojů již roku 1910 (podle jiných zdrojů to bylo současně s knižním vydáním).
- Roku 1931 připojilo nakladatelství Toužimský a Moravec k poslednímu dílu cyklu Ve stínu padišáha Šut (aby svazek dosáhl potřebného počtu stran) kromě dodatku (novela Ríh!, Ríh!, Ríh!) další tři povídky Kristova krev a spravedlnost (zde pod názvem Šeri Šir - lev hrdina), Nur eš šémá - světlo nebes (pod názvem Parsi) a Mater dolorosa (pod názvem Obrácení hadži Halefovo).
- Následující čtyři vydání Mayových povídek vyšly rovněž v nakladatelství Toužimský a Moravec, všechna v tzv. Malé řadě knih Karla Maye. Roku 1932 to byly hned dva tituly, oba s ilustracemi Josefa Ulricha, a to v překladu Jiřího Freunda kniha Na Tichém oceánu (Na korálových útesech, V zemi draka a Konec uprchlíků ze Sibiře) a v překladu J. K. Landy kniha Ve stínu palem (Gum, Krumir, Ghasua, Proklatec a Kristus či Mohamed). Další dva tituly vyšly hned v roce 1933, oba v překladu Jiřího Freunda. S ilustracemi Věnceslava Černého a Zdeňka Buriana to byla kniha Hadži Halef Omar (Omarova krevní msta, Na březích Zabu, tj. Kys Kapčiji, Písek záhuby, Fatima, Z Mursuku do Kairvanu, Synové Upsaroků, Blizzard a Bůh se nedá urážeti) a s ilustracemi Josefa Ulricha a Věnceslava Černého kniha Quimbo vydávaná za román (ve skutečnosti jde o povídky Der Boer van het Roer, Piráti a Na tygřím mostě). Svazek je ještě doplněn povídkami Talisman a Kutb.
- K těmto čtyřem knihám přidalo nakladatelství Toužimský a Moravec roku 1939 ještě titul Smrtící prach (překlad Hugo Filla a J. J. Svoboda, ilustrace M. Novák) s povídkami Muž ze Staked Plains, tj. Tyčkař, Černé oko, Zpívající voda, Hamäil, Fi-Fob bůžek, Gitano, Na březích Dviny, Old Shatterhandova první láska, Nepravé excelence a Kouzelný koberec. Roku 1934 vyšla jako doplněk svazku obsahujícího román V městě prorokově povídka Abdán efendi v překladu Marie Jílkové.
- Rodokaps Dobrodružství v jižní Africe z roku 1942 byl pak poslední vydanou povídkou Karla Maye na dlouhých osmnáct let.

### Česká vydání po roce 1948
Za komunistického režimu v Česku díla Karla Maye z politických důvodů dlouho nevycházela. Až v roce 1960 povolili komunističtí cenzoři otisknout jednu Mayovu povídku (byl to Kutb, ale důkladně zbavený křesťanských myšlenek), a to v rámci výboru dvanácti dobrodružných příběhů pro mládež Mys dobré naděje, který vydalo Státní nakladatelství dětské knihy (SNDK). Nepočítáme-li druhé vydání tohoto výboru roku 1963, vyšla další Mayova povídka v Česku až za dalších pět let (tj. roku 1968, kdy v časopisu Ohníček vyšel jako příloha příběh Pomsta. Za další čtyři rok, tj. roku 1972, se pak jako příloha sešitové řady dobrodružných románů Karavana vydávaných nakladatelstvím Albatros objevila v překladu Jaroslava Šípa a s ilustracemi Miloslava Jágra novela V zemi draka (za dvacet čtyři let své vlády tak komunisté povolili vydání pouhopouhých tří Mayových povídek).
Když v roce 1974 vyšel v nakladatelství Albatros v překladu Aleny Hartmanové a s ilustracemi Zdeňka Buriana, výbor Pouští a prérií, zdálo se, že by se komunistická nakladatelská politika mohla zlepšit. Výbor, který obsahoval povídky Písek zkázy, Ghazva, Umarova krevní msta, Gitano, Tyčkař, Mluvící kůže (příběh z originálního druhého dílu Old Surehanda), Černé oko a Synové Upsaroků. Byl však na dlouhou dobu opět poslední česky vydanou Mayovou povídkovou knihou. Druhé vydání tohoto výboru vyšlo až po třinácti letech, tj. v roce 1987.
Po roce 1989 se situace konečně změnila a již v roce 1991 vyšlo šest titulů:
- Nakladatelství Olympia vydalo v překladu Jiřího Stacha a s ilustracemi Gustava Kruma novelu Old Firehand společně s povídkami Inn-nu-woh, Dva Shatteři a O Abrahamu Lincolnovi (příběh z originálního druhého dílu Old Surehanda).
- V Hanáckém nakladatelství A-MOR z Vyškova vyšly dva sešity. První nese název Blizard (nejde o překlep) a obsahuje povídky Blizard, Bůh se nedá urážet a Sajva tjalem, druhý sešit vyšel s titulem Smrtící prach.
- I další tři vydání byla sešitová. Magnet-Press vydal sešit obsahující povídky Jednooký Joe a Muž ze Staked Plains (Tyčkař), Albatros ve své sešitové řadě dobrodružných románů Karavana druhé vydání novely V zemi draka (tentokrát s ilustracemi Jana Krásného) a obnovené nakladatelství Toužimský a Moravec sešit Old Cursing-Dry (s ilustracemi Leoše Moravce).

A následovaly další tituly:
- Blizzard, Toužimský a Moravec 1992, ilustrace Leoš Moravec, sešitové vydání, povídky Blizzard, Zpívající voda, Slepý výstřel a Synové Upsaroků.
- Dobrodružství v jižní Africe, GABI, Český Těšín 1992, ilustrace Jan Hora, obsahuje též povídku Hamaíl.
- Loupežná karavana, GABI, Český Těšín 1992, překlad Pavel Juhász, ilustrace Jan Hora, povídka Gum, druhé vydání Oddych, Český Těšín 1999, povídky Gum a Boží soud (tj. Bůh se nedá urážeti).
- Krumir, GABI, Český Těšín 1993, ilustrace Jan Hora, druhé vydání Oddych, Český Těšín 2001.
- Na řece Zabu, GABI, Český Těšín 1993, upravený překlad Josefa Ladislava Turnovského, ilustrace Jan Hora, povídky Na řece Zabu, Maryam nebo Fatima a Kutb, druhé vydání Oddych, Český Těšín 2000.
- Z Murzúku do Kairvánu, GABI, Český Těšín 1993, ilustrace Jan Hora, povídky Z Murzúku do Kairvánu, Krevní msta a Kouzelný koberec.
- Smrtící prach, Návrat, Brno 1993, překlad Petr Dorňák, povídky Muž ze Staked Plains, Černé oko, Zpívající voda, Hamail, Fi-fob, bůžek, Gitano, Na březích Dviny, Old Shatterhandova první láska, Nepravé Excelence a Kouzelný koberec.
- Krevní msta, Votobia, Brno 1994, překlad Jan Navrátil, povídky Krevní msta a Kutb.
- Na Tichém oceánu, GABI a Oddych, Český Těšín 1994, upravený překlad Jiřího Freunda, ilustrace Jan Hora, povídky Ehri z Papetee, V zemi draka a Konec vypovězenců na Sibiři.
- Ve stínu palem, GABI a Oddych, Český Těšín 1994, upravený překlad J. K. Landy a Josefa Ladislava Turnovského, ilustrace Jan Hora, povídky Kristus či Mohamed, Ghasuah, Núr eš šémá, Kristova krev, Mater Dolorosa, Proklatec, Písek záhuby, Bůh se nedá urážet, Blizzard, Talisman a U Haddedihnů (v překladu Josefa Ladislava Turnovského, jedná se o novelu česky vydávnou také pod názvem Ríh, Ríh, Ríh!, kterou Karel May původně připojil jako doslov ke svému románu Žut).
- Abdán efendi, GABI a Oddych, Český Těšín 1995, překlad Karel Čvančara, ilustrace Jan Hora, povídky Abdán efendi, Merhamé, Šamah, Vánoce v Damašku a Profesor Ficlipucli.
- Černý kapitán, GABI, Český Těšín 1995, překlad Pavel Juhász, ilustrace Milan Fibiger, povídky Černý kapitán (Robert Surcouf), Gitano a Jeskyně pokladů (výsek z kolportážního románu Karla Maye Lesní Růže).
- Quimbo, Toužimský a Moravec, Praha 1995, upravený překlad Jiřího Freunda, ilustrace Jan Henke.
- Černý myslivec, Návrat, Brno 1995, překlad Vladimír Šunda, krušnohorské povídky Černý myslivec a Boží duch.
- Dukátový dvůr, Návrat, Brno 1995, překlad Vladimír Šunda, krušnohorské povídky Dukátový dvůr a Peněžní mužík.
- V dračí propasti, |Návrat, Brno 1995, původní překlad upravil Petr Dorňák.
- Synové Upsaroků, GABI, Český Těšín 1996, překlad Pavel Juhász, ilustrace Milan Fibiger, povídky Synové Upsaroků, Muž s polovinou tváře, Pomsta mormonů, Kaip´a (U Zpívající vody), Básník savany (Tyčkař), O mluvící kůži a Inn-nu-woh.
- Old Firehand, GABI, Český Těšín 1997, překlad Ludmila Andrlová a Pavel Juhász, povídky Old Firehand, Dva kulledžiové a Kouzelná voda.
- Zákon pouště, GABI, Český Těšín 1997, překlad Ludmila Andrlová a Pavel Juhász, ilustrace Milan Fibiger, povídky Zákon pouště, Pomsta otroků, Ibn el' amm, Oba Shatterové, Požár v petrolejovém údolí, Dobrodružství na Cejlonu, Na Tygřím mostě, Na březích Dviny a Fi-Fob bůžek.
- Růže z Ernstthalu, Návrat, Brno 1997, překlad Vladimír Šunda, krušnohorské povídky Hraničář, Poustevník, Mlynář s pakostnicí, Císařský sedlák a Růže z Ernstthalu.
- Samuel, Návrat, Brno 1997, překlad Vladimír Šunda, krušnohorské povídky Sluníčko, Dětské zvolání, Travič a Samuel.
- Kristus nebo Mohamed, Návrat, Brno 1998, původní překlady upravil Vladimír Šunda, povídky Kristus nebo Mohamed a Křivák (Krumir).
- Ve stínu palem, Návrat, Brno 1998, překlad Vladimír Šunda, povídky Gum, Ghazva a Es sábí (tj. Proklatec).
- Vanda, Návrat, Brno 1998, překlad Vladimír Šunda, humoresky Vanda a Masopustní bláznění.
- Leopold von Desssau, Návrat, Brno 1999, překlad Vladimír Šunda, humoresky Zloděj švestek, Tři polní maršálové a Mezi verbíři.
- Baron Trenck, Návrat, Brno 2000, překlad Vladimír Šunda, humoresky Kníže a flašinetář, Kníže maršálek pekařem, Obchodník s kosy a Pandur a granátník.
- Válečná pokladna, Návrat, Brno 2000, překlad Vladimír Šunda, humoresky Válečná pokladna, Husarské kousky a Brusič nůžek.
- Quimbo, Návrat, Brno 2000, upravený překlad Jiřího Freunda.
- Pomsta otroků, Návrat, Brno 2002, překlad Vladimír Šunda, povídky a humoresky Ibn El Amm, Pomsta otroků, Jízda na pštrosu, Poprvé na palubě, Požár prérie, Hadí muž, Lov tuleňů, Přestávka k napití, Pohřbená lžíce, Stůl štamgastů z Ernstthalu, Vlněný čert, Dva noční hlídači, Začarovaná koza, Dědicové proti své vůli, Pankrác dohazovač a Jak bylo městskému radnímu Epperlinovi pomoženo z nesnází.
- Tave-šala a jiné příběhy, Toužimský a Moravec, Praha 2010, přeložil Oskar Flögl a Josef Ladislav Turnovský, překlady upravil Mikuláš Moravec, ilustroval Jaromír Vraštil, kniha obsahuje zkrácenou část prvního dílu románu Satan a Jidáš pod názvem Tave-šala, povídky Blizzard, Zpívající voda, Slepý výstřel, Synové Upsaroků, Old Cursing-Dry a anekdotický výňatek z knihy Petrolejový princ Hořčicoví indiáni.
- Různá dobrodružství, Toužimský a Moravec, Praha 2012, reedice vydání z roku 1923, překlad Josef Ladislav Turnovský, ilustrace Věnceslav Černý, kniha obsahuje povídky: Talisman (Saiwa tjalem), Písek záhuby, Boer van het Roer (Afrikánec), Krevní msta, Kutb, Lupič žen (Kys Kapčiji) a Maryam nebo Fatima.